# Čestmír Vančura
Čestmír Vančura (* 23. prosince 1953, Prostřední Bečva) je český podnikatel, filantrop a politik.

## Život
Narodil se v Prostřední Bečvě, vystudoval Střední průmyslovou školu stavební ve Valašském Meziřící, následně strojírenské technologie na Fakultě strojního inženýrství Vysokého učení technického v Brně. Začal pracovat ve v Závodech přesného strojírenství (ZPS) ve Zlíně, kam jej přivedla manželka Eva.[zdroj?]

## Aktivity
V roce 1992 se svými společníky založil firmu Kovárna VIVA, která se stala významnou společností v oboru s více než 500 zaměstnanci. Podíl ve firmě v roce 2023 kompletně odprodal společnosti Moravia Steel. Je předsedou nadační rady této firmy, dále je také členem Vědecké rady Univerzity Tomáše Bati ve Zlíně. Je předsedou správní rady Zlínský zámek, prezidentem Zlínského kreativního klastru a předsedou Sdružení podnikatelů Baťova areálu. V roce 2014 se začal aktivně zapojovat do činnosti Zlínského filmového festivalu a stal se jeho prezidentem i významným sponzorem. V roce 2020 založil Nadační fond Zikmundovy vily a tuto památku od Miroslava Zikmunda odkoupil.

## Politické působení
V roce 2017 založil komunální politické hnutí Zlín 21, které kandidovalo v komunálních volbách 2018 a Vančura se následně stal zastupitelem města Zlína. Od roku 2024 je také zastupitelem Zlínského kraje.